# Nicômaco de Gérasa
Nicômaco (português brasileiro) ou Nicómaco (português europeu) de Gérasa (em grego: Νικόμαχος ὁ Γερασηνό; em latim: Nicomachus; Gérasa, 60 d.C. – c. 120), foi um filósofo e matemático neopitagórico. Foi o autor do tratado Introdução à aritmética (em grego: Arithmetike eisagoge), que foi de grande influência sobre teoria dos números, considerado uma referência importante no assunto durante dez séculos. Este tratado se tornou o manual básico das escolas platônicas, traduzido em várias ocasiões.

## Trabalhos perdidos
As obras perdidas de Nicômaco são:
- Arte da Aritmética (em grego: Τέχνη ἀριθμητική), a maior obra sobre aritmética, mencionada por Fócio.
- Um trabalho maior sobre música, prometido pelo próprio Nicômaco, e aparentemente referido por Eutócio em seu comentário Sobre a Esfera e o Cilindro de Arquimedes.
- Uma Introdução à Geometria, referida por Nicômaco, embora não seja claro se foi seu trabalho.
- Teologia da Aritmética (em grego: Θεολογούμενα ἀριθμητικῆς), sobre as propriedades místicas pitagóricas dos números em dois livros mencionados por Fócio. Há uma obra existente às vezes atribuída a Jâmblico sob este título, escrita dois séculos depois, que contém uma grande quantidade de material que se acredita ter sido copiado ou parafraseado da obra de Nicômaco.
- A Vida de Pitágoras (per Iamblichus), uma das principais fontes usadas por Porfírio e Jâmblico, para suas (existentes) Vidas de Pitágoras.
- Uma coleção de dogmas pitagóricos, referidos por Jâmblico.
- Em festivais egípcios (Περὶ ἑορτῶν Αἰγυπτίων), é mencionado por Ateneu, mas a atribuição da obra a Nicômaco é incerta.